# Virtuelle Fluggesellschaft (Unternehmen)
Eine virtuelle Fluggesellschaft ist ein in der Luftfahrt tätiges Verkehrsunternehmen, das nicht alle branchentypischen Geschäftsfelder selbst wahrnimmt und Aufgaben an externe Dienstleister ausgelagert hat. Hierzu zählen Unternehmen, die kein Air Operator Certificate (AOC) besitzen, aber Flüge vermarkten und diese unter eigenem Markenauftritt durchführen lassen, indem sie Maschinen mitsamt Besatzungen von anderen Fluggesellschaften mieten. Darüber hinaus fallen auch Fluggesellschaften unter diesen Begriff, die sich beispielsweise auf ACMI-Vermietungen spezialisiert haben und somit ihre Unternehmensstruktur ausdünnen konnten. Entsprechende Fluggesellschaften besitzen zwar eine Betriebsgenehmigung, betreiben ihre Maschinen aber für andere Unternehmen und treten zumeist nicht unter eigener Marke in Erscheinung.
So bezeichnet sich zum Beispiel die Deutsche Post DHL Group, die selbst kein Betreiberzeugnis (AOC) besitzt, als virtuelle Fluggesellschaft, weil die konzerneigenen Frachtfluggesellschaften einheitlich unter ihrer Corporate Identity auftreten und ausschließlich für das Mutterunternehmen tätig sind. Die verschiedenen DHL-Gesellschaften besitzen zwar eigene AOC, sind aber ebenfalls virtuell, da ihnen nur die Kernaufgabe des operativen Betriebs zufällt. Alle sonstigen Geschäftsbereiche neben dem „Fliegen“ – wie Marketing, Werbung, Akquise, Ticketverkauf, Streckennetzplanung und Festlegung von Frachtraten – entfallen bei den Töchtern oder werden vom Mutterkonzern übernommen.

## Virtuelle Fluggesellschaft ohne AOC

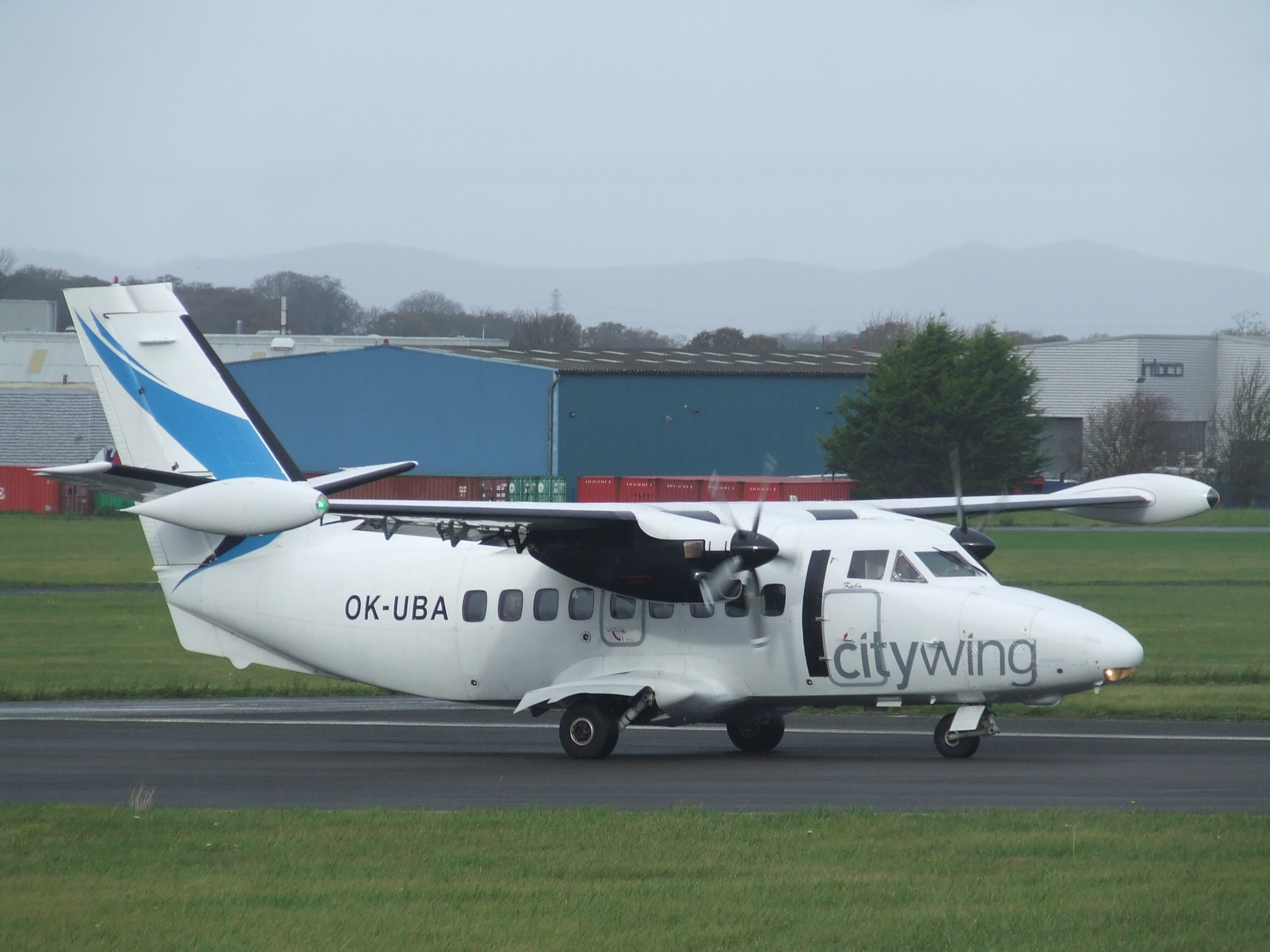
Die britische Citywing war eine virtuelle Fluggesellschaft, die ihre Flüge von der tschechischen Van Air Europe durchführen ließ

Das Geschäftsmodell einer virtuellen Fluggesellschaft ohne Betriebsgenehmigung stellt eine Weiterentwicklung des klassischen Charterflugkonzepts dar. Wie dort beauftragt ein Vertriebsunternehmen, welches die Flugstrecke festlegt, die Tickets verkauft und das Serviceangebot an Bord vorgibt, eine Fluggesellschaft mit der Erfüllung der eigentlichen Transportleistung. Bei virtuellen Fluggesellschaften erfolgen die Auftragsflüge, im Gegensatz zum Charterverkehr, nicht im Markenauftritt der Partnerfluggesellschaft, sondern in der Corporate Identity des Vertriebsunternehmens. Äußerlich ist damit nicht mehr erkennbar, dass die Flüge von einem anderen Unternehmen durchgeführt werden. Für die Passagiere erscheint der „Ticketverkäufer“ als Fluggesellschaft, obwohl er dies luftfahrtrechtlich nicht ist. Zudem besitzt eine virtuelle Fluggesellschaft aufgrund des fehlenden Betreiberzeugnisses keinen ICAO-Code. Der Betrieb findet mit Flugnummern der Partnergesellschaft statt.
Eine virtuelle Fluggesellschaft ohne Betriebsgenehmigung ist zwingend auf die Zusammenarbeit mit einer oder mehreren Partnerfluggesellschaften angewiesen und begibt sich damit in eine Abhängigkeit. Dennoch bietet dieses Geschäftsmodell gegenüber der Gründung einer klassischen Fluggesellschaft einige Vorteile:
- Die Aufnahme des Flugbetriebs kann zeitnah erfolgen, weil kein eigenes AOC beantragt werden muss.
- Zur Unternehmensgründung wird ein geringeres Startkapital benötigt.
- Das Vertriebsunternehmen kann sich auf seine Kernkompetenzen konzentrieren und lagert den Flugbetrieb komplett aus.
- Die beauftragte Fluggesellschaft verpflichtet sich zur Durchführung des operativen Betriebs im Wetlease und ist ebenso für die Wartung sowie für die Versicherung der eingesetzten Maschinen verantwortlich. Beim Ausfall eines Flugzeugs hat sie für Ersatz zu sorgen.
- Das virtuelle Unternehmen benötigt nur eine geringe Zahl an eigenen Mitarbeitern. Die Besatzungen stellt die beauftragte Fluggesellschaft im Rahmen der Leasingvereinbarung zur Verfügung.
- Durch eine zunächst nur blockweise Anmietung von Flugzeugen kann die Wirtschaftlichkeit des Betriebs oder der Bedarf auf einer Strecke mit geringem Investitionsrisiko erprobt werden. Das virtuelle Unternehmen steht somit nicht unter dem Zwang, Flugzeuge oder Besatzungen durchgehend auslasten zu müssen.
- Die virtuelle Fluggesellschaft kann ihre Kapazitäten kurzfristig dem Bedarf anpassen, indem sie zusätzliche Flugzeuge mitsamt Besatzungen mietet oder bestehende ACMI-Verträge nicht verlängert.

Die ersten virtuellen Fluggesellschaften entstanden in den 1990er Jahren, allerdings nahm ihre Zahl erst nach der Jahrtausendwende deutlich zu. Mittlerweile nutzen auch etablierte Fluggesellschaften beziehungsweise deren Holdings dieses Geschäftsmodell, insbesondere zur Gründung von Billigflugtöchtern. Die International Airlines Group besitzt zum Beispiel mit Level eine virtuelle Fluggesellschaft, deren Betrieb von ihrer Konzernschwester Iberia durchgeführt wird. Zum Teil erhalten die virtuellen Unternehmen nach der Betriebsaufnahme eigene Betreiberzeugnisse und werden dadurch, wie im Fall der italienischen Ernest Airlines, in traditionelle Fluggesellschaften umgewandelt.
Virtuelle Fluggesellschaften ohne AOC sind/waren unter anderem:
- Air Åland
- Air Canada Tango
- Air Croatia
- Air Djibouti (2015)
- Air Norway
- Air Timor
- AirZafari
- Amazon Prime Air
- Anadolujet
- BRA Braathens Regional Airlines
- Buta Airways
- City Star Airlines
- Citywing
- Denim Airways
- Gotlandsflyg
- Green Airlines
- Greenland Express
- Höga Kusten Flyg
- Hooters Air
- Iceland Express
- Kosova Airlines
- Kullaflyg
- Level
- Lübeck Air
- Manx2
- MeerExpress
- Melilla Airlines
- Namibia flyafrica
- Rhein-Neckar Air
- Song
- Svenska Direktflyg
- Sverigeflyg
- Transaer Cologne
- Up
- Vildanden
- Wingo

## Virtuelle Fluggesellschaft mit AOC

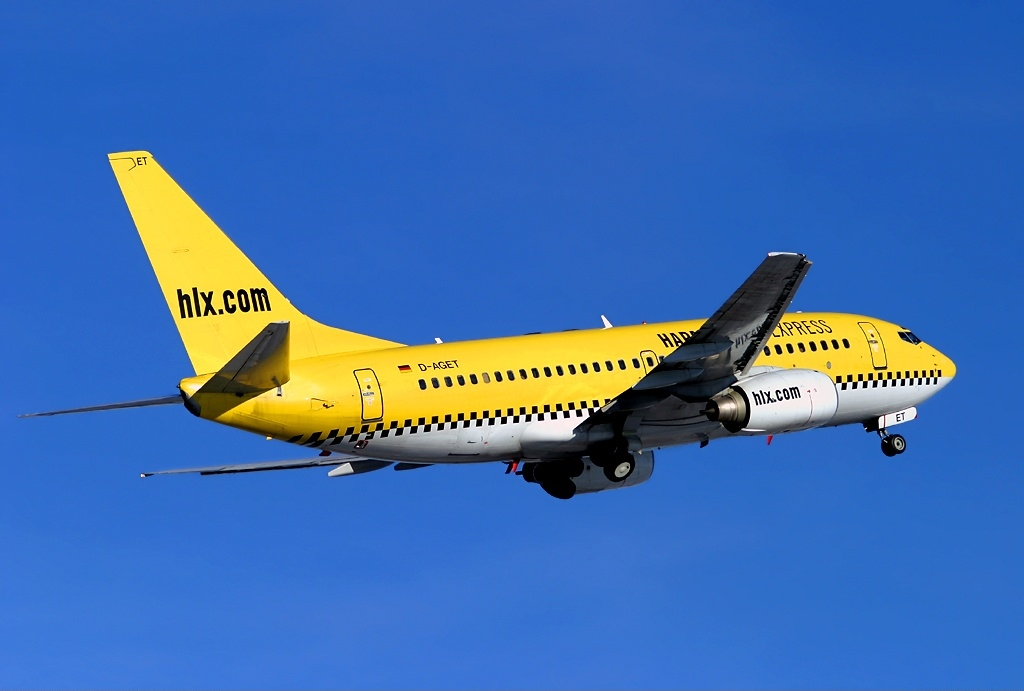
Die Fluggesellschaft Hapag-Lloyd Express war nur als Vertriebsunternehmen tätig und hatte ihren Flugbetrieb outgesourct

Entsprechende Unternehmen besitzen ein Betreiberzeugnis und sind somit luftfahrtrechtlich Fluggesellschaften. Ihre zusätzliche Einstufung als virtuelle Fluggesellschaft basiert daher ausschließlich auf der Unternehmensstruktur beziehungsweise auf der Auslagerung von solchen Geschäftsbereichen, die ein Lufttransportunternehmen traditionell selbst abdeckt.
Nach dem Airline Deregulation Act bauten die größeren US-amerikanischen Linienfluggesellschaften ihre nationalen Streckennetze aus, indem sie Regionalfluggesellschaften aufkauften oder mit ihnen kooperierten. Die Luftfahrtkonzerne entwickelten in den 1980er Jahren Dachmarken wie American Eagle, Continental Connection, Delta Connection, Northwest Airlink, United Express und USAir Express, unter denen die zu einer Unternehmensgruppe gehörenden Regionalpartner den Betrieb fortsetzten. Gleichzeitig traten diese Unternehmen zahlreiche Geschäftsaufgaben, die sie bis dahin selbst leisten mussten, an die größeren Linienfluggesellschaften ab. So übernimmt beispielsweise United Airlines für alle Kooperationspartner, welche die Marke United Express im Franchising nutzen, das Marketing, den Ticketverkauf und die Streckenplanung. Zudem legt sie die Anzahl der Flugfrequenzen fest und gibt die Ticketpreise vor. Den Regionalfluggesellschaften verbleibt nur die Kernaufgabe des „Fliegens“, wobei ihr operativer Betrieb mit United-Airlines-Flugnummern stattfindet. In Deutschland wurde ein ähnliches Modell im Jahr 1996 mit dem Team Lufthansa geschaffen.
Eine vergleichbare Entwicklung setzte in den 1980er Jahren auch im Frachtflugverkehr ein, indem Logistikkonzerne wie DHL, Federal Express oder United Parcel Service eigene Fluggesellschaften gründeten beziehungsweise bestehende Unternehmen wie Flying Tigers aufkauften und umfirmierten. Die Deutsche Post DHL Group besitzt mit der DHL Aero Expreso, DHL Air UK, EAT Leipzig und SNAS/DHL mehrere Fluggesellschaften, die einheitlich in der Corporate Identity des Mutterkonzerns auftreten und daher nicht als individuelle Unternehmen erkennbar sind. Diese Tochtergesellschaften benötigen keine eigenen Vertriebsstrukturen, weil sie nur für den Logistikkonzern tätig sind und ihr Flugbetrieb durch DHL Aviation koordiniert wird.
Ende der 1970er Jahre entstanden Fluggesellschaften wie United Air Carriers, deren Kerngeschäft die Vermietung von Flugzeugen im Dry- und Wetlease war. Daneben führten diese Unternehmen zum Teil auch eigene Flüge durch. Das Geschäftsmodell wurde in modifizierter Form ab den frühen 1990er Jahren von Fluggesellschaften aufgegriffen, die sich ausschließlich auf ACMI-Vermietungen (Aircraft, Crew, Maintenance and Insurance) spezialisiert haben. Entsprechende Unternehmen wie Atlas Air betreiben ihre Flotten im Wetlease für andere Fluggesellschaften oder Logistikkonzerne und treten dabei Aufgaben, die ein Lufttransportunternehmen traditionell selbst leistet, an den Kunden ab. So ist der Mieter beispielsweise für die Einsatzplanung und Auslastung der Maschinen verantwortlich. Das ACMI-Unternehmen konzentriert sich lediglich auf eigentliche Betriebsdurchführung, die üblicherweise im Markenauftritt und unter den Flugnummern des Leasingnehmers erfolgt. Handelt es sich bei dem Mieter um ein Unternehmen ohne AOC, so muss die ACMI-Gesellschaft luftfahrtrechtlich ihren ICAO-Code beziehungsweise eigene Flugnummern für die Auftragsflüge nutzen.
In der Regel führt eine Fluggesellschaft ihren operativen Betrieb selbst durch. Allerdings kommt es seltenen Fällen vor, dass diese Kernaufgabe vollständig an Fremdunternehmen auslagert wird und eine Fluggesellschaft nur die Vermarktung ihrer eigenen Flüge übernimmt. Sie greift damit das Geschäftsmodell auf, welches in identischer Weise von einer virtuellen Fluggesellschaft ohne AOC umgesetzt wird. Ein Unterschied liegt lediglich darin, dass eigene Flugnummern verwendet werden können. So besaß beispielsweise die Billigfluggesellschaft Hapag-Lloyd Express ein Betreiberzeugnis, war selbst aber nur als Vertriebsunternehmen tätig. Mit der Durchführung ihrer Flüge beauftragte sie die Konzernschwester Hapag-Lloyd Flug sowie  Germania. Auch die britische Peach Air hatte ihren Flugbetrieb komplett ausgelagert und setzte ausschließlich im Wetlease gemietete Maschinen ein.
Virtuelle Fluggesellschaften sind/waren aufgrund ihrer unternehmerischen Kernausrichtung unter anderem:
- Air Atlanta Icelandic
- Air Wisconsin
- Astraeus Airlines
- Atlas Air
- Avion Express
- Chautauqua Airlines
- Denim Air ACMI
- DOT LT
- Envoy Air
- GetJet Airlines
- Global Supply Systems
- Go2Sky
- GoJet Airlines
- Hapag-Lloyd Express
- Hi Fly
- Nordica
- Piedmont Airlines (1993)
- PSA Airlines
- Republic Airline
- SkyAlps
- SkyWest Airlines
- Southern Air
- Transwede Airways
- United Air Carriers
- Van Air Europe

## Abgrenzungen
- Charterflug:
Ein Kunde, zum Beispiel ein Reiseveranstalter oder eine Spedition, mietet ein Flugzeug mitsamt Besatzung oder nur Teilkapazitäten an Bord. Die Beförderungsleistung findet im Markenauftritt der beauftragten Fluggesellschaft und unter deren Flugnummern statt.

- Dachmarke:
Dachmarken wie beispielsweise Delta Connection oder United Express sind keine Unternehmen und somit weder reale noch virtuelle Fluggesellschaften. Die unter einer Dachmarke tätigen Einzelunternehmen können dagegen als virtuelle Fluggesellschaften angesehen werden, wenn sie eigene Geschäftsbereiche an den auftraggebenden Luftfahrtkonzern ausgelagert haben.

- Luftfahrtallianz:
In einer Allianz verkauft eine Fluggesellschaft unter eigenem Namen unter anderem auch Tickets beziehungsweise Beförderungsleistungen zu solchen Zielorten, die sie selbst nicht bedient. Diese Flüge werden im Codesharing von einem Allianzpartner durchgeführt. Alle Fluggesellschaften in der Allianz besitzen ein AOC.